# Kostel Nejsvětějšího Srdce Ježíšova (Vejprty)
Kostel Nejsvětějšího Srdce Ježíšova je římskokatolický kostel ve Vejprtech v okrese Chomutov. Postaven byl na konci devatenáctého století v jižní části města zvané Nové Zvolání.

## Historie

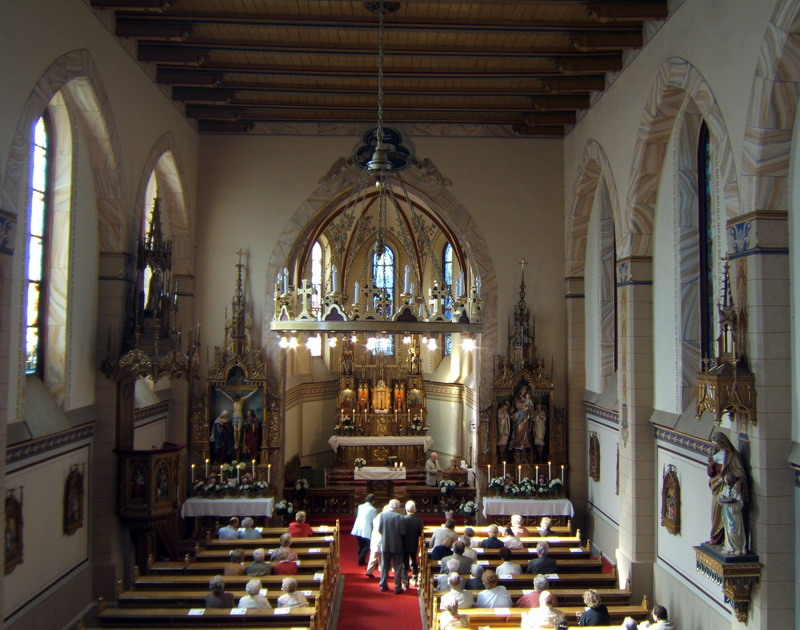
Interiér kostela

V roce 1870 byl založen několika občany Nového Zvolání Spolek na výstavbu kostela. Díky činnosti tohoto spolku byl 28. července 1895 položen základní kámen a stavba byla dokončena o čtyři roky později. Kámen potřebný na stavbu se se svolením hraběte Buquoye lámal na vrchu Strážce (dříve Hohenstein Berg) jihovýchodně od osady. Kostelní zvony byly zhotoveny ve Vídni. Hlavní oltář v novogotickém stylu byl vyroben v Jižním Tyrolsku firmou Rifesser. Varhany se 14 rejstříky dodala firma Neusser z Nového Jičína. V roce 1900 byl pak interiér doplněn mariánským oltářem, roku 1901 kazatelnou a v roce 1910 druhým bočním „křížovým“ oltářem. Původní okenní vitráže pocházely z roku 1896. Tyto vitráže však byly poškozeny v období komunistické totality a musely být v letech 1991-1997 znovu zhotoveny podle originálních předloh. Na oknech se tak objevila jména nejen původních dárců, ale i dárců z období jejich rekonstrukce. Vitráže jsou chráněny bezpečnostním sklem proti házení kamenů, což způsobilo původní poškození. 14 zastavení křížové cesty nechal vídeňský farář Johann Grill zhotovit a vyřezat v Jižním Tyrolsku a to na žádost místního rodáka Theodora kardinála Innitzera, který byl vídeňským arcibiskupem. Tento soubor nebyl v období totalit 20. století poničen, pouze štítky se jmény sponzorů chybí. Během rekonstrukce byly plastiky křížové cesty sejmuty a doplněny kopiemi štítků podle obrazové dokumentace. Sbírka započatá roku 1990 německými rodáky umožnila opravu kostela dokončenou v roce 1997.

## Stavební podoba
Novogotický kostel má loď 25 metrů dlouhou a deset metrů vysokou. Věž v ose severního průčelí měří 47 metrů.